# Il Frontespizio
Il Frontespizio fu una rivista letteraria fondata a Firenze nel 1929 e cessata nel 1940. Fu tra le principali riviste d'ispirazione cattolica in Italia nel periodo tra le due guerre.

## Storia
La rivista nasce come bollettino bibliografico della Libreria Fiorentina, per passare dal giugno 1930 all'editore Vallecchi. Il primo numero esce il 26 maggio 1929 a Firenze con la direzione di Enrico Lucatello.
Nelle intenzioni dei fondatori, alla base del Frontespizio c'è la revisione in senso cattolico della tradizione culturale italiana. La rivista si prefigge, sotto la spinta del sacerdote Giuseppe De Luca, di ritrovare e recuperare tutti quei valori religiosi, sia nell'arte che nella letteratura, che sono andati perduti. Durante tutta la sua esistenza cercò di rimanere autonoma nei confronti del potere politico.
Accanto a Giuseppe De Luca operano tre gruppi: 
- Uno formato da Piero Bargellini, Papini, Barna Occhini, Carlo Farsetti e Tito Casini, che si esprime in un toscanismo provocatorio di carattere lacerbiano e tradizionalista;
- Uno rappresentato da Carlo Bo e dagli amici Mario Luzi, Oreste Macrì, Alessandro Parronchi, Leone Traverso, che accoglie le voci europee e antitradizionali;
- Un terzo gruppo è formato da Nicola Lisi e Carlo Betocchi che professano i loro valori semplici e quotidiani (natura, Dio e famiglia), in un mondo che sentono gioioso. Lisi collabora alla rivista con le sue prose e Betocchi con la sua poesia inventiva e consolatoria. Le prose di Lisi pubblicate sul «Frontespizio» faranno poi parte dei volumi Favole, Prose dell'anima, L'arca dei semplici e le liriche di Betocchi saranno in seguito raccolte in Realtà vince il sogno. Sempre in questo gruppo si colloca Arrigo Bugiani[1], il cui esordio, Festa dell'òmo inutile (1936), verrà pubblicato da Vallecchi nella collana Edizioni del Frontespizio.

La fase più ricca e contrastata di «Frontespizio» si ha negli anni che vanno dal 1936 al 1938. Grazie anche al successo riscontrato da parte del pubblico, in questo periodo la rivista assume un aspetto grafico notevole con riproduzioni d'arte in ogni numero, dalle xilografie di Pietro Parigi ai fiori e alle figure di Giacomo Manzù. Inoltre ogni numero è dedicato ad un artista. Nel maggio del 1936, la rivista saluta enfaticamente la nascita dell'Impero Italiano d'Etiopia, in un fondo a firma del direttore Piero Bargellini.
Con il dibattito sociologico sull'ateismo moderno tra Antonio Miotto e Igino Giordani (agosto-settembre 1936), il numero monografico su Giacomo Leopardi del settembre 1937 e quello su D'Annunzio del marzo 1938, la rivista raggiunge un bilancio più che positivo. Nel frattempo però si aggrava la frattura interna tra la direzione del periodico e il gruppo guidato da Carlo Bo. Le cause sono due: gli articoli su Miguel de Unamuno, Alain-Fournier, Mauriac e Riviére, improntati ad una visione cattolica non tradizionalista, e le traduzioni e interpretazioni critiche dei grandi poeti stranieri da parte di Mario Luzi, Giancarlo Vigorelli, Sinisgalli, Sereni, Gatto e altri.
Rifiutiamo la letteratura come illustrazione di consuetudine e di costumi comuni, aggiogati al tempo, per la conoscenza di noi stessi, per la vita della nostra coscienza. A questo punto è chiaro come non possa esistere (...) un'opposizione fra letteratura e vita. Per noi sono tutt'e due, e in egual misura, strumenti di ricerca e quindi di verità: mezzi per raggiungere l'assoluta necessità di sapere qualcosa di noi (...). La letteratura è una condizione, non una professione. Non crediamo più ai letterati gelosi dei loro libri (...). Non esiste un mestiere dello spirito (...). La nostra letteratura sale dalle origini centrali dell'uomo (...). È la vita stessa, e cioè la parte migliore e vera della vita (...) lo scrittore chieda al suo testo la verità che l'urge interiormente e per cui sente di dover scrivere (...). Quando si parla di letteratura come vita, non si chiede che un lavoro continuo e il più possibile assoluto di noi in noi stessi, una coscienza interpretata quotidianamente nel gioco delle nostre aspirazioni, dei sentimenti e delle sensazioni. L'identità che proclamiamo è il bisogno di un'integrità dell'uomo, che va difesa senza riguardi, senza concessioni".
Il saggio Letteratura come vita (1938) costituirà il centro della polemica: l'opera, che risulta uno dei documenti più validi della nuova stagione ermetica, accredita alla condizione letteraria il senso del "fatto interiore", del movimento integro e vivo della coscienza. Con questo saggio Carlo Bo e i suoi amici si dissociano dalla conduzione della rivista, giudicata troppo accondiscendente verso la cultura ufficiale.
Nel settembre del 1938 Bo e i suoi amici lasciano «Il Frontespizio» e continuano la loro ricerca teorica ed espressiva su «Letteratura», «Campo di Marte» e «Corrente di vita giovanile». Nel 1939 la direzione della rivista viene affidata a Barna Occhini.
L'ultimo numero del «Frontespizio» esce nel dicembre 1940 (Anno XII, n. 12).

## Direttori
- Enrico Lucatello (1929-1930)
- Piero Bargellini (1930-1938)
- Barna Occhini (1939-1940)